# McLaren MP4/10
El McLaren MP4/10 fue el coche de Fórmula 1 con el que el equipo McLaren compitió en temporada 1995 de Fórmula 1. El chasis fue diseñado por Neil Oatley, Steve Nichols, Matthew Jeffreys, David North, David Neilson, Paddy Lowe y Henri Durand, y Mario Illien diseñó el motor Ilmor personalizado. Fue conducido principalmente por Mark Blundell, que comenzó el año sin piloto, y Mika Häkkinen, que estaba en su segunda temporada completa con el equipo. El coche también fue conducido por el campeón de 1992 Nigel Mansell y Jan Magnussen.

## Temporada temprana

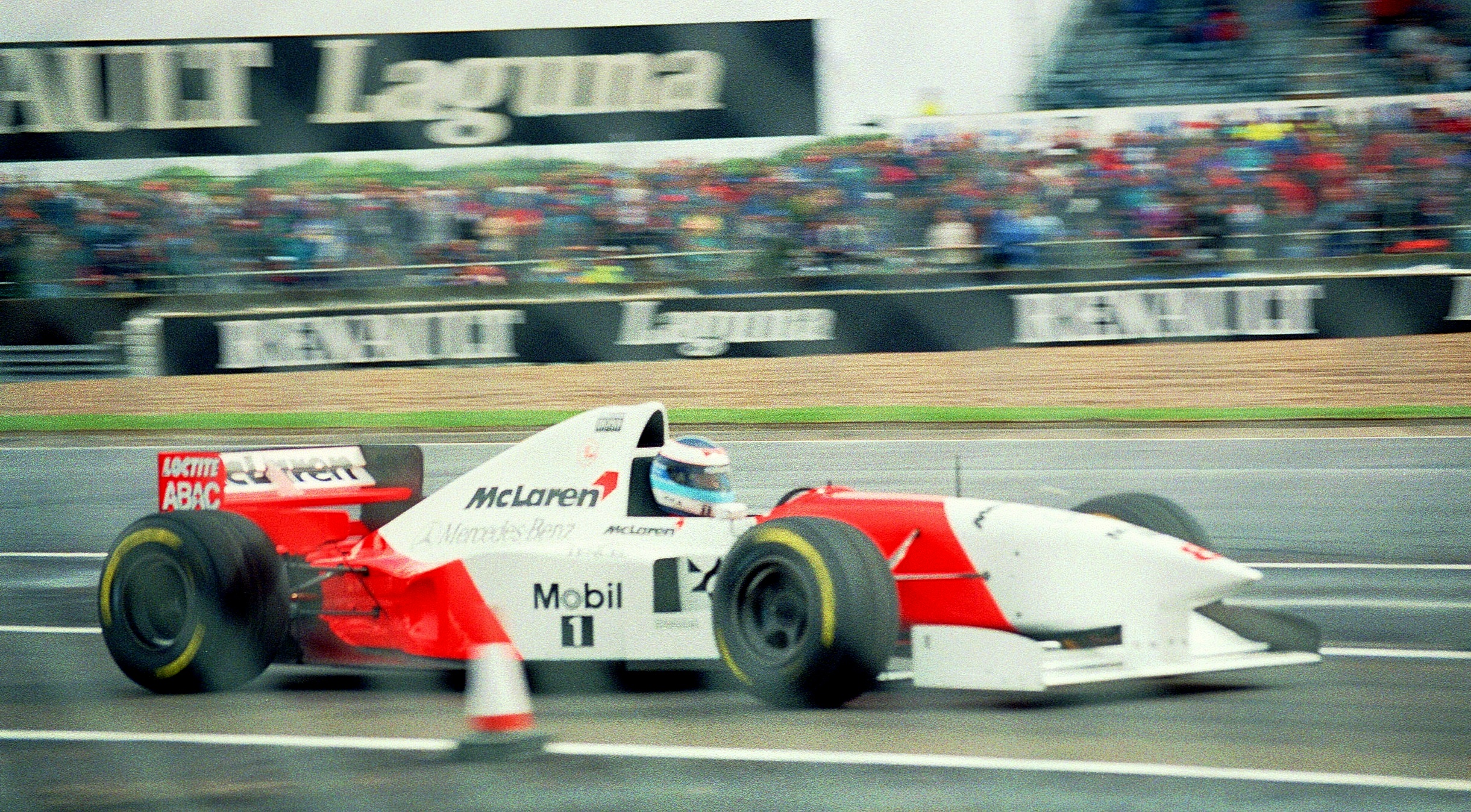
Mika Häkkinen pilotando un Mclaren MP4-10B en el Gran Premio de Gran Bretaña de 1995

1995 fue una temporada de grandes expectativas para McLaren. La decepcionante alianza de 1994 con Peugeot había sido anulada, y Mercedes-Benz pasó de Sauber al equipo, incluida la asociación de fabricante de motores externo con Ilmor Engineering Ltd. después de que Ilmor decidiera reposicionar su programa de Fórmula 1 convirtiéndose en fabricante externo de motores y ensamblador y, por lo tanto, obtuvo el apoyo completo de fábrica de Mercedes-Benz. Además, Mansell se había sentido tentado a abandonar su retiro de los dos años anteriores que pasó en la serie Indy Car para asociarse con el joven Häkkinen. El MP4/10 tenía un diseño radical, incorporando un diseño de punta alta en forma de "aguja" y un ala montada encima de la caja de aire, entre otras innovaciones.
Sin embargo, se hizo evidente que Mansell no podía caber adecuadamente en la estrecha cabina, lo que afectó sus codos y caderas, lo que significó que se vio obligado a perderse las dos primeras carreras de la temporada mientras se construía un monocasco más ancho. Su regreso a las carreras duró sólo dos Grandes Premios más, en San Marino y España, antes de abandonar el equipo por completo, disgustado por el mal rendimiento del coche. Blundell, que había reemplazado a Mansell tanto en Brasil como en Argentina, se convirtió en piloto de carreras permanente.
A pesar de los problemas de manejo debido a la falta de agarre en la parte delantera y a un motor a menudo poco confiable, el paquete demostró ser lo suficientemente competitivo como para que el equipo fuera "el mejor del resto", detrás de Benetton, Williams y Ferrari, y Häkkinen pudo anotar dos podios. Su compañero de equipo Blundell también consiguió varios puntos.

## Actualizaciones

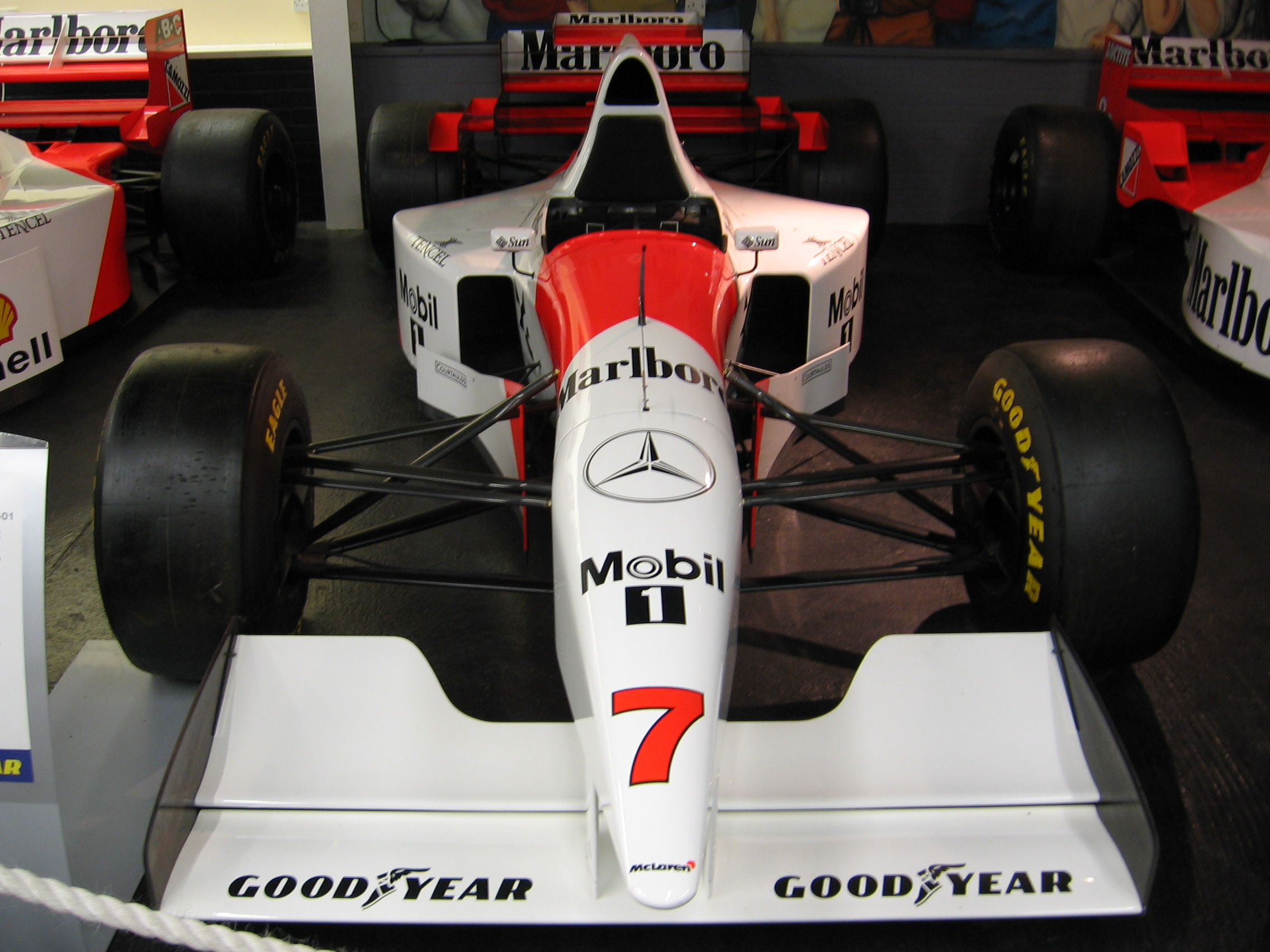
McLaren MP4/10B, conducido sólo dos veces por Nigel Mansell, con cabina ampliada en exhibición en The Donington Collection

La actualización McLaren MP4/10B hizo su debut en San Marino y se mantuvo durante la mayor parte de la temporada. Otra modificación, el MP4/10C, apareció en los Grandes Premios de Portugal y Europa, pero no se volvió a utilizar.
McLaren tuvo un final de temporada desigual. Häkkinen se perdió el Gran Premio del Pacífico por un caso de apendicitis y fue reemplazado por el novato Jan Magnussen, pero regresó y terminó segundo en Japón. Esto se vio atenuado por el hecho de que Blundell canceló un chasis en los entrenamientos, pero este revés palideció en comparación con el accidente de Häkkinen durante la clasificación para la última carrera de la temporada en Australia. Un pinchazo repentino en la parte trasera izquierda hizo que su coche saliera de control y chocara contra un muro de hormigón a gran velocidad. Häkkinen fue sacado de su coche inconsciente y con sangre saliendo de su boca y nariz. Sin embargo, se recuperó por completo para el primer Gran Premio de 1996, que también fue en Australia.
El equipo finalmente terminó cuarto en el Campeonato de Constructores, con 30 puntos. El McLaren MP4/10 fue el primer automóvil McLaren que utilizó combustible Mobil antes de cambiar su nombre a Esso en 2015, comenzando con el McLaren MP4-30.

## Resultados
(Clave) (negrita indica pole position) (cursiva indica vuelta rápida)

| Año     | Motor        | Neu. | N.º | Pilotos       | 1   | 2   | 3   | 4   | 5   | 6   | 7   | 8   | 9   | 10  | 11  | 12  | 13  | 14  | 15  | 16  | 17  | Puntos | Pos. |
| ------- | ------------ | ---- | --- | ------------- | --- | --- | --- | --- | --- | --- | --- | --- | --- | --- | --- | --- | --- | --- | --- | --- | --- | ------ | ---- |
| 1995    | Mercedes V10 | G    |     |               | BRA | ARG | SMR | ESP | MON | CAN | FRA | GBR | GER | HUN | BEL | ITA | POR | EUR | PAC | JPN | AUS | 30     | 4.º  |
| 1995    | Mercedes V10 | G    | 7   | Mark Blundell | 6   | Ret |     |     | 5   | Ret | 11  | 5   | Ret | Ret | 5   | 4   | 9   | Ret | 9   | 7   | 4   | 30     | 4.º  |
| 1995    | Mercedes V10 | G    | 7   | Nigel Mansell |     |     | 10  | Ret |     |     |     |     |     |     |     |     |     |     |     |     |     | 30     | 4.º  |
| 1995    | Mercedes V10 | G    | 8   | Mika Häkkinen | 4   | Ret | 5   | Ret | Ret | Ret | 7   | Ret | Ret | Ret | Ret | 2   | Ret | 8   |     | 2   | DNS | 30     | 4.º  |
| 1995    | Mercedes V10 | G    | 8   | Jan Magnussen |     |     |     |     |     |     |     |     |     |     |     |     |     |     | 10  |     |     | 30     | 4.º  |
| Fuente: |              |      |     |               |     |     |     |     |     |     |     |     |     |     |     |     |     |     |     |     |     |        |      |